# Антоновка (Александровская поселковая община)
Анто́новка (укр. Антонівка) — село в Александровской поселковой общине Кропивницкого района Кировоградской области Украины.
До 2020 года входило в Александровский район
Население по переписи 2001 года составляло 53 человека. Почтовый индекс — 27310. Телефонный код — 5242. Код КОАТУУ — 3520588002.